# Zbrodnia w Boryszewie
Zbrodnia w Boryszewie – mord na polskich jeńcach wojennych popełniony przez żołnierzy niemieckiego Wehrmachtu w trakcie kampanii wrześniowej 1939 roku. Jego ofiarą padło 50 wziętych do niewoli żołnierzy bydgoskiego Batalionu Obrony Narodowej, których 22 września 1939 rozstrzelano w Boryszewie pod Sochaczewem. Pretekst do masakry dało fałszywe doniesienie złożone przez służącego w Wojsku Polskim volksdeutscha, jakoby żołnierze batalionu brali udział w rzekomym pogromie niemieckiej ludności cywilnej podczas wydarzeń tzw. bydgoskiej krwawej niedzieli.

## Preludium zbrodni
Podczas wojny obronnej 1939 roku Batalion ON „Bydgoszcz” wchodził w skład 15 Dywizji Piechoty i przeszedł wraz z nią niemal cały szlak bojowy Armii „Pomorze”, ponosząc m.in. ciężkie straty podczas bitwy nad Bzurą. Batalion został rozbity przez Niemców w trakcie walk pod Iłowem na terenie ówczesnego województwa warszawskiego. Do niewoli trafiło wówczas około 200 żołnierzy. 17 września jeńcy trafili do Żyrardowa, gdzie w prowizorycznym obozie jenieckim urządzonym na terenie stadionu miejskiego, przebywało już blisko 30 tys. wziętych do niewoli żołnierzy WP.
Z olbrzymiej masy jeńców Niemcy wyłowili niemal wszystkich żołnierzy bydgoskiego Batalionu ON. W tym celu posłużyli się podstępem, rozpuszczając w obozie fałszywą pogłoskę, jakoby jeńcy z Pomorza mieli zostać w pierwszej kolejności wypuszczeni na wolność. 21 września 179 żołnierzy bydgoskiego batalionu – wraz z kilkunastoma jeńcami z innych jednostek, którzy podszyli się pod żołnierzy Batalionu ON w nadziei na wcześniejsze zwolnienie – zostało pod silną strażą przewiezionych do Sochaczewa. Przyczyną, dla której Niemcy podjęli te działania, było fałszywe doniesienie złożone przez niejakiego Lorentza, podchorążego WP narodowości niemieckiej, jakoby żołnierze Batalionu ON „Bydgoszcz” mordowali niemieckich cywilów podczas wydarzeń „bydgoskiej krwawej niedzieli”.
22 września Niemcy zorganizowali w Boryszewie (obecnie dzielnica Sochaczewa) posiedzenie „Dywizyjnego Sądu Polowego”, któremu przewodniczył nieznany z nazwiska major. Na samym początku wspomniany Lorentz przywitał żołnierzy bydgoskiego batalionu słowami: „oto największe rezuny i krwiopijcy, gdyż tylko tacy weszli w skład tego batalionu”. Niemieccy „sędziowie” przesłuchali w budynku dzisiejszego Domu Kultury wszystkich oficerów i podoficerów oraz po jednym żołnierzu z każdej kompanii. Następnie kazano wystąpić wszystkim volksdeutschom (wyszło dwóch – Antoni Uibel i Walter Rogowski), małżonkom z mieszanych małżeństw polsko-niemieckich, absolwentom szkół niemieckich, sanitariuszom, ojcom rodzin wielodzietnych oraz weteranom I wojny światowej, którzy służyli w armii Cesarstwa Niemieckiego. Odłączono również wszystkich jeńców, którzy nie należeli do bydgoskiego batalionu ON. Spośród pozostałych jeńców niemiecki major wybrał wszystkich oficerów oraz – na chybił trafił – niektórych żołnierzy. W ten sposób sformowano grupę liczącą 50 jeńców.

## Przebieg egzekucji
Wybranym w ten sposób jeńcom oznajmiono, że zostali skazani na śmierć. Wyrok w języku niemieckim i polskim odczytał niejaki kpt. Schopelius. W sentencji wyroku zapisano: „mimo że wszyscy świadkowie Polacy zeznali, że baon nie brał udziału w »krwawej niedzieli« i że w tym czasie w ogóle nie był w Bydgoszczy, uznano na podstawie zeznań Niemca, podchorążego WP, że baon brał udział w mordowaniu cywilów Niemców, i w odwet za zamordowanie 5000 Niemców w Bydgoszczy, zostanie rozstrzelanych 50 żołnierzy tego baonu”.
Dowódca batalionu kpt. Kłosowski zażądał prawa do „ostatniego słowa”, ale Niemcy odmówili, brutalnie wpychając go z powrotem do szeregu. 50-osobową grupę jeńców odprowadzono następnie do pobliskiej cegielni. O godzinie 19:00 wszystkich skazańców rozstrzelano ogniem karabinów maszynowych nad przygotowanym uprzednio grobem. Rannych dobijano strzałami pistoletów. Egzekucja była dobrze słyszana przez pozostałych żołnierzy bydgoskiego batalionu ON. Ponoć przed śmiercią jeden z żołnierzy batalionu miał krzyknąć: „za Polskę walczyliśmy! za Polskę umieramy!”

## Epilog
8 listopada 1940 roku dzięki staraniom PCK przeprowadzono ekshumację szczątków ofiar masakry w Boryszewie. Udało się wówczas zidentyfikować 20 zwłok. Wszystkie ciała przeniesiono na cmentarz w Kozłowie Biskupim, gdzie zostały pochowane w skromnej zbiorowej mogile. Dopiero w 1959 roku wykonano betonowe obrzeżenie grobu i ustawiono granitowy krzyż oraz tablicę z napisem:

22 IX 1939
Za Polskę Walczyliśmy!
Za Polskę Umieramy!
Cześć Bohaterom!

W 1981 roku odsłonięto na grobie zamordowanych pomnik oraz tablicę z zapisanymi nazwiskami wszystkich 50 ofiar zbrodni, ustalonymi w 1976 roku przez bydgoskiego historyka Rajmunda Kuczmę.